# Espectro audible
El espectro audible, también denominado campo tonal, se encuentra conformado por las audiofrecuencias, es decir, toda la gama de frecuencias que pueden ser percibidas por el oído humano.
Un oído sano y joven es sensible a las frecuencias comprendidas entre los 20 Hz y los 20 kHz. No obstante, este margen varía según cada persona y se reduce con la edad (llamamos presbiacusia a la pérdida de audición con la edad). Este rango equivale muy aproximadamente a diez octavas completas (210=1024). Frecuencias más graves incluso de hasta 4 ciclos por segundo son perceptibles a través del tacto, cuando la amplitud del sonido genera una presión suficiente.
Fuera del espectro audible:
- Por encima estarían los ultrasonidos (Ondas acústicas de frecuencias superiores a los 20 kHz).
- Por debajo, los infrasonidos (Ondas acústicas inferiores a los 20 Hz).

No hay que confundir las audiofrecuencias con las radiofrecuencias. Las audiofrecuencias son ondas mecánicas (por consiguiente, no se pueden propagar en el vacío, es decir, no tienen capacidad radiante), mientras que las radiofrecuencias son ondas electromagnéticas (por tanto, con capacidad radiante).
El espectro audible varía según cada persona y se altera con la edad por eso es muy importante cuidarlo y no exponerlo a sonidos o ruidos muy fuertes que pueden dañarlo irremediablemente.
El espectro audible podemos subdividirlo en función de los tonos:
1. Tonos graves (frecuencias bajas, correspondientes a las 4 primeras octavas, esto es, desde los 16 Hz a los 256 Hz).
2. Tonos medios (frecuencias medias, correspondientes a las octavas quinta, sexta y séptima, esto es, de 256 Hz a 2 kHz).
3. Tonos agudos (frecuencias altas, correspondientes a las tres últimas octavas, esto es, de 2 kHz hasta poco más de 16 kHz).

En Occidente se suele dividir el espectro audible en 11 secciones que denominamos octavas. 
El término de octava se toma de una escala musical. La octava es el intervalo entre dos sonidos que tienen una relación de frecuencias igual a 1:2 y que corresponde a ocho notas de una escala musical diatónica; o trece en una escala cromática.
Por ejemplo: si comenzamos con una nota como DO, la octava completa será: DO-RE-MI-FA-SOL-LA-SI-DO. Si el primer LA estaba afinado en 440 Hz el segundo LA (octava siguiente) estará en 880 Hz.
El valor máximo de las frecuencias de cada octava es el doble del de la anterior.
1. La primera y segunda octava (los tonos más graves, 16 - 64 Hz). No todas las personas son capaces de percibirlos, depende de la sensibilidad del oído de cada persona.
2. La tercera y cuarta octava (tonos graves medios, 64 - 250 Hz).
3. La Quinta, Sexta y Séptima octava (tonos medios, 250 Hz – 2.000 Hz). Contienen el tono fundamental y los primeros armónicos de la mayoría de las fuentes sonoras.
4. La octava (tonos agudos, 2.000 Hz – 4.096 Hz). Comprende el margen en que el oído humano tiene mayor sensibilidad.
5. La novena y décima octava (tonos agudos de frecuencia alta, 4.097 a 16.000 Hz). Corresponden a un chirrido desagradable y por ello no se utilizan para hacer música.
6. La undécima octava (los tonos más agudos del espectro audible, 16.000 a 20.000 Hz). No todas las personas son capaces de percibirlos, depende de la sensibilidad del oído de cada persona.

La octava se puede dividir en valores más pequeños, por ejemplo: la media octava (divide cada octava en dos) y el tercio de octava (cada intervalo de la octava se divide en tres partes). 
En la práctica musical occidental la octava suele dividirse en una escala cromática, compuesta por 12 semitonos que determina lo que se conoce como altura musical.